# Melba Montgomery
Pour les articles homonymes, voir Montgomery.
Melba Joyce Montgomery, née le 14 octobre 1938 à Iron City (Tennessee) et morte à Nashville (Tennessee) le 15 janvier 2025, est une chanteuse américaine, auteure-compositrice-interprète de musique country, connue pour une série d'enregistrements en solo ou en duo avec George Jones, et Gene Pitney notamment, et pour plusieurs succès, tels No Charge ( qui atteint le sommet des charts de country en 1974), Baby, Ain't That Fine ou encore We Must Have Been Out of Our Minds.

## Biographie
Melba Montgomery naît en 1938 à Iron City dans le Tennessee, dans une famille de musiciens  et grandit à Florence (Alabama). Elle a sa première exposition à la musique grâce à son père, violoniste et guitariste qui enseigne le chant à l'église méthodiste locale. Elle commence à jouer de la guitare à 10 ans, et forme avec ses deux frères un trio à la fin de l'adolescence.
À 20 ans, Melba et ce trio remportent un concours de talents amateurs organisé au Studio C de la station de radio WSM de Nashville, qui abrite à l'époque le Grand Ole Opry. À la suite de quoi, elle effectue une tournée comme chanteuse de Roy Acuff, de 1958 à 1962. 
En 1963, Montgomery signe son premier contrat d'enregistrement avec United Artists Records. Sa musique est découverte par George Jones (qui travaille également pour United Artists). Celui-ci persuade le producteur Pappy Daily de la faire signer par le label. Les deux artistes commencent à enregistrer en duo. Elle écrit We Must Have Been Out of Our Minds, qu'elle chante avec George Jones. La chanson est plus de 30 semaines dans le Billboard Country Chart et atteint la troisième place en 1963. Elle devient la chanson la plus connue du duo. Le succès du single amène à un album en duo bien accueilli avec George Jones (What's in Our Hearts), dont sont extraits deux autres singles Let's Invite Them Over et What's in Our Hearts. Les enregistrements de ces titres sont inclus dans leur premier album studio en duo. Un deuxième album studio, Bluegrass Hootenanny sorti en 1964, atteint la douzième place du palmarès des 33 tours country. D'autres singles du duo figurent dans le top 40 du Billboard country jusqu'en 1967 comme Please Be My New Love , Multiply the Heartaches  et Party Pickin' .
Melba Montgomery fait en même temps un album solo America's No. 1 Country and Western Girl Singer en 1964. L'album est 22e du Billboard Country Chart. Dans le reste de la décennie, Montgomery a quelques autres succès solo mineurs, dont aucun n'est dans le top 40.
George Jones continue le duo avec Melba Montgomery. Cependant, en 1966, Melba Montgomery s'associe à Gene Pitney pour un album en duo, Being Together, avec le titre Baby, Ain't That Fine qui atteint le top 15.
Malgré une rupture, le duo de Charlie Louvin et Melba Montgomery continue à sortir des singles dont Did You Ever, qui atteint le top 30, suivi des mineurs comme Baby, What's Wrong With Us et A Man Likes Things Like That , qui sortent qu'en single en 1971 et 1972.
En 1973, Melba Montgomery signe chez Elektra Records et se concentre davantage sur une carrière solo. Sur son premier album pour le label, elle a un single dans le top 40, Wrap Your Love Around Me, son premier single solo à atteindre ce niveau dans les charts country en près de 10 ans. Sorti en 1974, No Charge devient un numéro un du Billboard country chart, ainsi que le top 40 du Billboard pop chart. La chanson et l'album sont des succès, et le seul top 10 de Montgomery en tant qu'artiste solo. En France, No Charge est adapté par Marie Laforêt, ce qui donne la chanson Cadeau en 1974.
La chanson titre de l'album suivant, Don't Let the Good Times Fool You, atteint le top 15 en 1975. Les singles suivants de l'album, Searchin' (For Someone Like You) et Your Pretty Roses Come too Late n'ont pas de succès. Cependant, en 1977, avec United Artists, Montgomery sort un album éponyme et une reprise d’Angel of the Morning de Merrilee Rush qui atteint le top 25. Ce single est le dernier grand succès country de Montgomery. En 1986, Montgomery sort son dernier single, Straight Talkin’, qui est 78e.
Depuis 1997, Melba Montgomery concentre sa carrière sur l'écriture de chansons. Elle écrit des chansons pour des artistes tels que George Strait, Reba McEntire, Randy Travis, George Jones, Patty Loveless, Travis Tritt, Tracy Byrd, Terri Clark, John Prine, Jim Lauderdale, Sara Evans, Eddy Arnold, Connie Smith, Leon Russell, J.D. Souther, Rhonda Vincent, etc. Elle écrit en collaboration avec Jim Collins, Leslie Satcher, Jerry Salley, Jim Lauderdale, Verlon Thompson, J. D. Souther, Bill Anderson, Jennifer Kimball, Carl Jackson, Larry Cordle, Buddy Cannon, Tommy Polk, Kim Richey, Al Anderson, Clint Daniels, Tommy Collins…
Elle meurt à Nashville le 15 janvier 2025, à 86 ans.